# Cícero Romão Batista
Cícero Romão Batista   (Crato, 24 de març de 1844 - Juazeiro do Norte, 20 de juliol de 1934) va ser un prevere catòlic i polític brasiler. En la devoció popular, és conegut com Padre Cícero. Va guanyar gran prestigi i influència sobre la vida social, política i religiosa de Ceará, així com a tota la regió nord-est del país. Va ser declarat servent de Déu el juny de 2022 per la Santa Seu, quan va ser autoritzada l'obertura del procés de beatificació.

## Orígens familiars i infància
Nascut en l'interior de Ceará, per part paterna posseïa ascendència portuguesa. El seu pare, Joaquim Romão Batista, era fill de Romão José Batista i Angélica Romana Batista. La seva mare, Joaquina Ferreira Gastão (que després va canviar el seu nom per a Joaquina Vicência Romana), era filla del bahiano José Ferreira Gastão.
Un fet important va marcar la seva infància: el vot de castedat fet als 12 anys, influenciat per la lectura de la vida de Sant Francesc de Sales. El 1860 va ser internat al col·legi del pare Inácio de Sousa Rolim, a Cajazeiras (Paraíba). Va romandre-hi poc temps, doncs la inesperada mort del seu pare, víctima de còlera el 1862, el va obligar a interrompre els estudis i tornar a Crato per cuidar de la mare i les germanes solteres. La mort del pare, que havia sigut un petit comerciant local, va portar serioses dificultats financeres a la família. El 1865, quan Cícero Romão Batista va voler ingressar en el Seminari de Fortaleza, va necessitar de l'ajuda del seu padrí de confirmació, el coronel Antônio Luís Alves Pequeno.

## Vida religiosa

### Ordenació sacerdotal
Durant el període en què va estar al seminari, Cícero Romão era considerat un alumne mediocre i obtenia notes baixes en les disciplines relacionades a l'oratòria i eloqüència.
Cícero va ser ordenat mossèn (padre, en portuguès) el 30 de novembre de 1870. Després de la seva ordenació, va retornar a Crato, mentre esperava que li assignessin una parròquia. Entretant, va impartir classes de llatí al Col·legi Padre Ibiapina, fundat i dirigit pel professor José Joaquim Teles Marroc, el seu cosí i gran amic.

### Arribada a Tabuleiro Grande

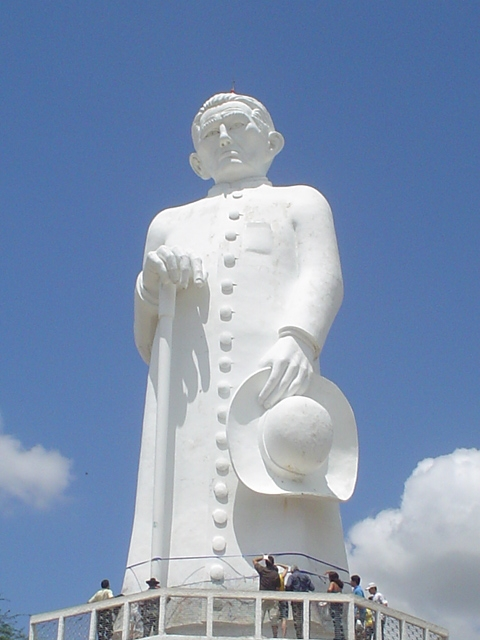
Estàtua del Padre Cícero en el turó d'Horto, a Juazeiro do Norte.

Al Nadal de 1871, convidat pel professor Simeão Correia de Macedo, el pare Cícero va visitar per primera vegada a la localitat de Tabuleiro Grande, i allà va celebrar la tradicional missa del gall.
El pare, llavors amb 28 anys, estatura baixa, pell blanca, cabells rossos, ulls blaus i veu modulada, va impressionar els habitants del lloc. El religiós també va quedar captivat pel poble, i el dia 11 d'abril de 1872, hi va tornar per establir-s'hi. S'explica la història que el Padre Cícero havia tingut un somni on Jesús l'havia demanat tenir cura d'aquella gent.

### Apostolat
En la seva incansable activitat pastoral, predicava l'evangeli, aconsellava, prenia confessions i visitava a la comunitat. En aquest període va ocórrer la Gran sequera del Nord-est brasiler (1877-1879). En poc temps va conquerir l'estima del poble, liderant la comunitat i moralitzant els costums pecaminosos, com els excessos amb la beguda o la prostitució. La seva obra es va expandir i Cícero va necessitar reclutar dones solteres o vídues, creant una germandat laica que l'ajudava en les activitats pastorals.
Al poble hi havia una petita capella, erigida pel primer capellà del poble, Pedro Ribeiro de Carvalho, dedicada a la Mare de Déu dels Dolors, patrona de la vila, Cícero va tractar de millorar-ne l'aspecte adquirint diverses imatges amb les almoines donades pels fidels.

### Miracle

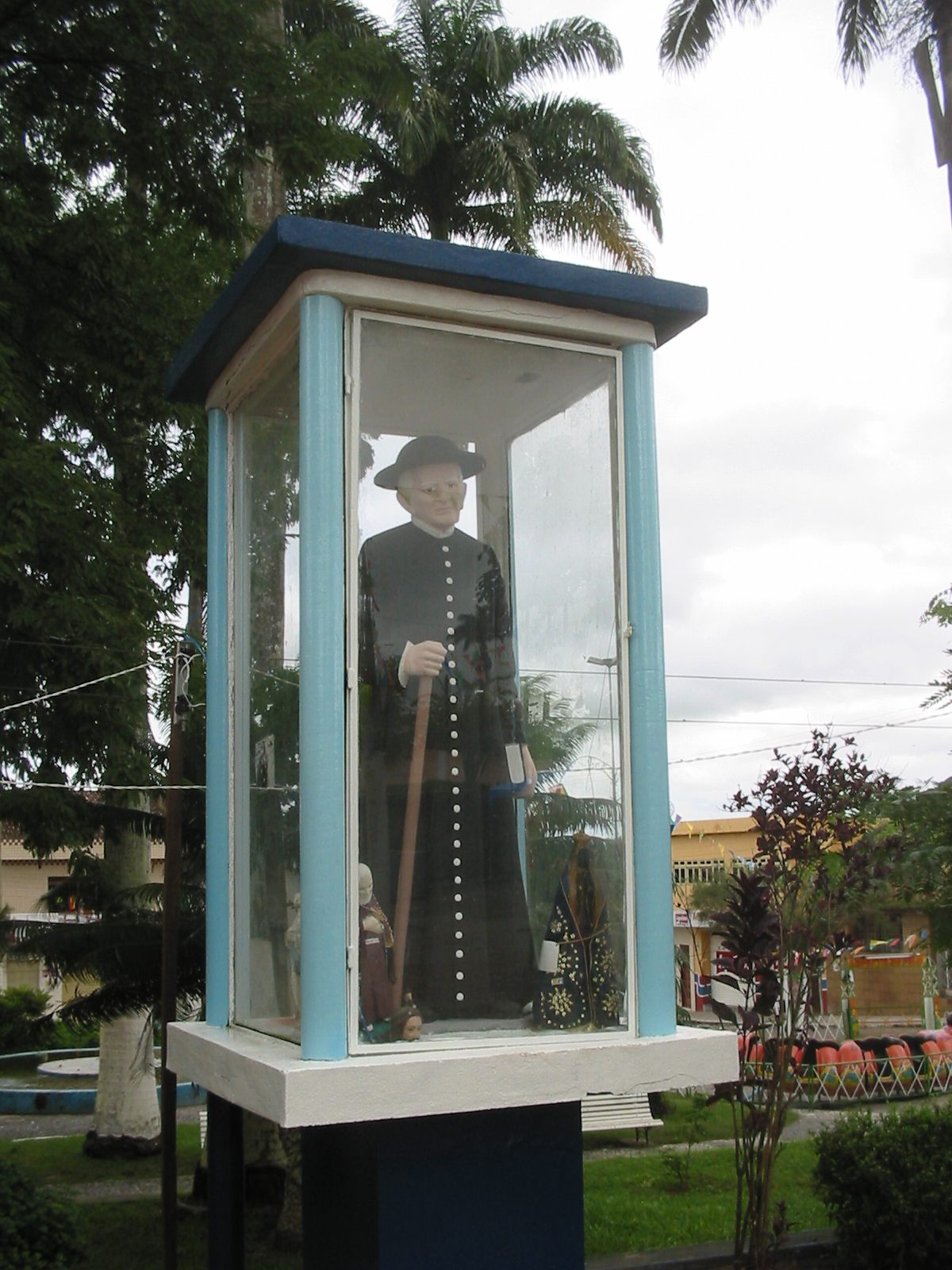
Imatge dedicada al religiós a Agrestina, Pernambuco.

El 1r de març de 1889, durant una missa celebrada pel pare Ciceró, l'hòstia que el sacerdot va oferir a la religiosa Maria de Araújo es va transformar en sang en la seva boca. Segons relats, tal fenomen es va repetir diverses vegades durant prop de dos anys. Ràpidament es va difondre la notícia de què va haver passat un miracle al poble. A petició del pare Ciceró, la diòcesi va formar una comissió de mossens i professionals de l'àrea de la salut per a investigar el suposat miracle. El 13 d'octubre de 1891, la comissió va concloure les investigacions i va arribar a la conclusió de què no hi havia explicació natural per als fets ocorreguts, i que hauria estat per tant un miracle.
Insatisfet amb la decisió de la comissió, el bisbe Joaquim José Vieira va nomenar una nova comissió per a investigar el cas. Aquesta va concloure que no hi va haver cap miracle, sino un engany. Dom Joaquim va suspendre les ordres sacerdotals del Padre Ciceró i va determinar que Maria de Araújo fos reclosa. El 1898, Cícero va viatjar a Roma, on es va reunir amb el Papa Lleó XIII i amb membres de la Congregació del Sant Ofici, aconseguint la seva absolució. No obstant això, al retornar a Tabuleiro Grande, la decisió del Vaticà va ser revocada i el religiós va ser excomunicat.
Estudis realitzats dècades després pel bisbe Fernando Panico suggereixen que la excomunió no va arribar a ser aplicada efectivament. El propi papa Benet XVI, quan encara era cardenal, va encomanar l'any de 2001 estudis i anàlisis per a debatre en el Vaticà la possibilitat de rehabilitar Cícero. El 31 de maig de 2006, Dom Fernando va enviar al Vaticà la documentació tècnica per a l'obertura del procés de rehabilitació del pare Ciceró. El 13 de desembre de 2015, el prevere va rebre el perdó de l'Església Catòlica.

## Política

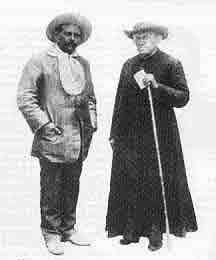
Floro Bartolomeu i el pare Ciceró

Propietari de terres, de bestiar i de diversos immobles, Cícero formava part de les elits conservadores del sertão del Cariri. Sempre va tenir el metge Floro Bartolomeu com el seu braç dret, i integrava el sistema polític cearense, que va romandre sota el control de la família Accioli durant més de dues dècades.
El pare Ciceró era afiliat a l'extint Partit Republicà Conservador (PRC). Va esdevenir el primer alcalde de Juazeiro del Nord, el 1911, època en què la localitat va ser elevada a la categoria de ciutat, i Tabuleiro Grande va rebre el nom de Juazeiro do Norte. El 4 d'octubre de 1911, ell i altres setze líders polítics de la regió es van reunir a Juazeiro i van signar un acord de cooperació mútua així com el compromís de recolzar el governador Antônio Pinto Nogueira Accioli. La trobada va rebre el malnom de Pacte dels Coronels, sent apuntat com un important passatge en la història del coronelisme. El 1913, va ser destituït del càrrec pel governador Marcos Franco Rabelo. Aquest va ser deposat després de la Sedició de Juazeiro i Cícero va recuperar la batllia el 1914. També va ser nomenat vicegovernador de Ceará, en el govern del General Benjamin Liberato Barroso.
El 1919, el governador de Ceará, João Tomé de Saboia e Silva, va visitar Crato, doncs s'hi havia trobat un jaciment de pissarra bituminosa. Va ordenar-hi la construcció de galeries, batejades Mina Santa Rosa. A causa de l'excessiva calor i deficiència en la ventilació, els treballs van ser interromputs per dos anys. El 1921 el govern federal va finançar una perforació en aquest terreny i l'octubre de 1922, el químic, geòleg i mineralogista Sylvio Froes Abreu, va informar que el mineral tenia potencial per a la producció d'olis lubrificants i combustibles.
El març de 1926 va morir el seu amic Floro Bartolomeu, aleshores diputat federal. Els companys de partit van demanar al prevere que es presentés a les eleccions per suplir-lo fins a finals d'any, quan s'enllestia la legislatura. Va accedir-hi, motiu pel qual va haver de renunciar a l'alcaldia de Juazeiro. Cícero va arrasar en els comicis, doncs va obtenir 9.903 vots, contra els 58 que va treure el segon candidat més votat. Emperò, no va desplaçar-se mai a la capital federal —en aquella època era Rio de Janeiro—, així que no va prendre possessió ni va exercir el càrrec. Des de llavors, el religiós va perdre progressivament la seva força política, pràcticament esgotada després de la Revolució de 1930. El seu prestigi com a sant miraculós, no obstant, augmentava cada vegada més. Malgrat algunes temptatives acadèmiques de relacionar-ho al comunisme i, més tard, amb la teologia de l'alliberament, el pare Cícero Romão era profundament anticomunista i apel·lava a la doctrina catòlica per a justificar la seva posició. En una entrevista concedida el 1931, va afirmar: «El comunisme va ser fundat pel dimoni. Llucifer és el seu nom i la disseminació de la seva doctrina és la guerra del diable contra Déu. Conec el comunisme i sé que és diabòlic. És la continuació de la guerra dels àngels dolents contra el Creador i els seus fills».

### Vincles amb el cangaço
Virgulino Ferreira da Silva, el Lampião, era devot del pare Ciceró i respectava les seves creences i consells. Els dos es van trobar una única vegada, a Juazeiro do Norte, l'any 1926. Aquell any, la Columna Prestes, liderada per Luís Carlos Prestes, recorria l'interior del Brasil desafiant el Govern Federal.

## Mort i santificació
El pare Ciceró va morir a Juazeiro el 20 de juliol de 1934, als 90 anys. Es troba sepultat a l'església de Nossa Senhora do Perpétuo Socorro, en la mateixa ciutat.

### Canonització per l'Església Catòlica Brasilera
El 6 de juliol de 1973, Pare Ciceró va ser canonitzat per l'Església Catòlica Apostòlica Brasilera. La seva canonització va ser idealitzada pel llavors bisbe de Maceió, Wanillo Galvão Barros, que observava la devoció dels nordestins al religiós. Va ser sostinguda amb investigacions sobre la seva santedat i miracles atribuïts a la seva intercessió. La seva festa és celebrada el dia 20 de juliol, i compta amb festejos religiosos i populars.

### Beatificació
El dia 20 d'agost de 2022, durant una missa realitzada davant de la Capella del Socorro, a Juazeiro do Norte, el bisbe de Crato, Magnus Henrique Lopes, va afirmar que va haver rebut de la Congregació per a les Causes dels Sants el nihil obstat, datat del 24 de juny de 2022, per a donar inici al procés de beatificació del Pare Ciceró, ara nomenat servent de Déu. El 30 de novembre, es va donar inici a la fase diocesana del procés. El postulant d'aquesta causa és el Dr. Paolo Vilotta.

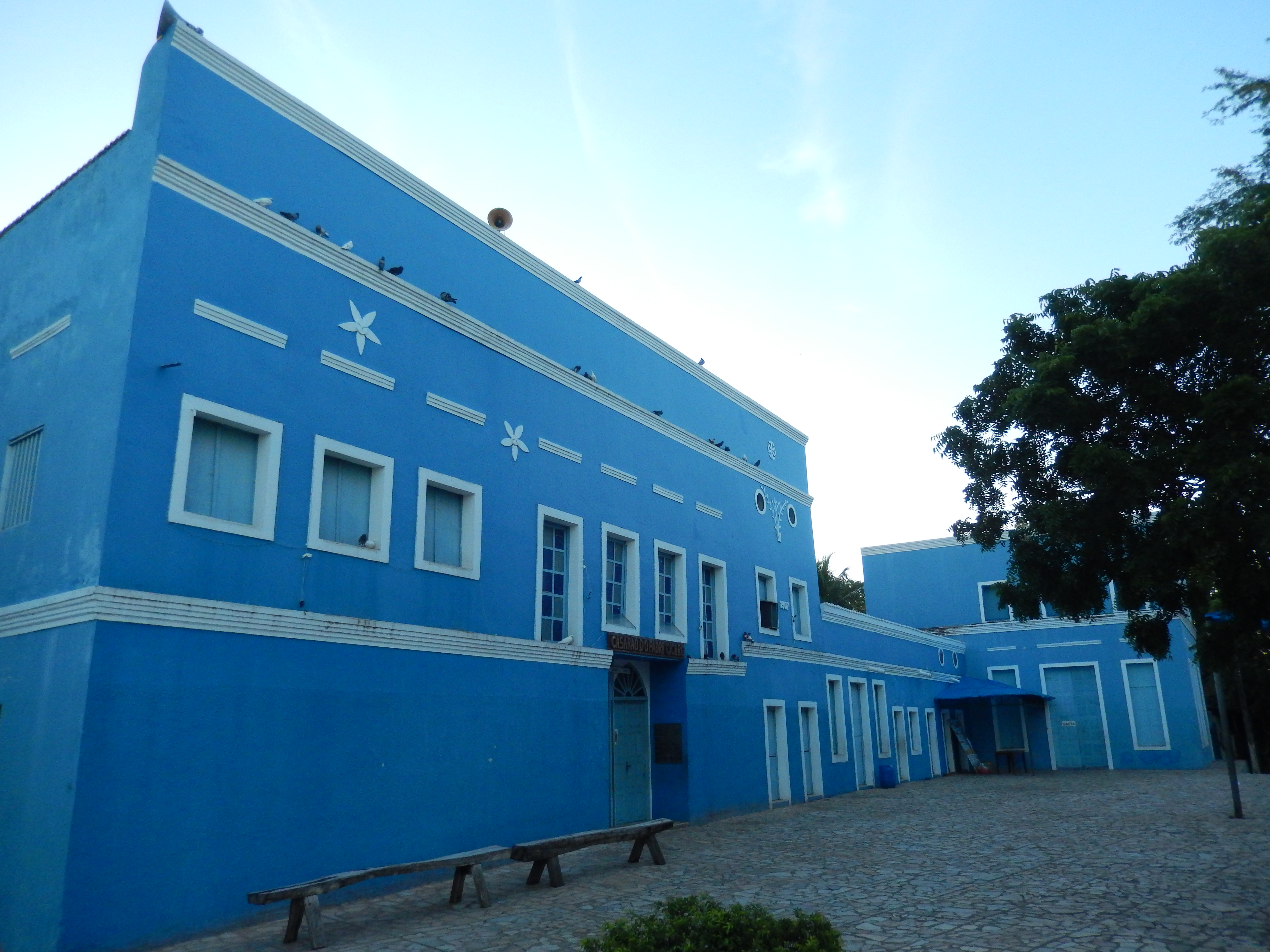
Museu Vivo do Padre Cícero

## Llegat
Juazeiro do Norte recorda la figura del prevere amb dos museus (la Casa Museu do Padre Cícero i el Museu Vivo Padre Cícero) i un memorial. Al costat del Museu Vivo, s'hi troba una imponent estàtua dedicada a l'exalcalde.
El març de 2001, va ser escollit "Cearense del Segle", en votació promoguda per la TV Verdes Mares, en societat amb la TV Globo. El juliol de 2012, va ser elegit un dels "100 majors brasilers de tots els temps" en concurs realitzat per la cadena SBT, conjuntament amb la BBC Brasil.
El 10 d'octubre de 2023, el seu nom va ser inscrit en el llibre Llibre dels Herois i Heroïnes de la Pàtria.